# Roméo Dallaire
Roméo Dallaire (Denekamp, Hollandia, 1946. június 25. –) író, nyugalmazott szenátor és kanadai tábornok. A ruandai 1994-es népirtáskor jelenlévő ENSZ-békefenntartók, az UNAMIR parancsnokaként, 275 katonával volt kénytelen maradni a polgárháborúban. Ez a szerencsétlenül sikerült akció a hutu szélsőségesek tuszik elleni népirtásának megállítását kísérelte meg.
Ő az alapítója a The Roméo Dallaire Child Soldiers Initiative-nek, ami a gyerekkatonák toborzását, kiképzését és harcba küldését szándékozott megakadályozni. Ezenkívül több, népirtás elleni szervezet munkatársa.

## Élete
Dallaire a hollandiai Denekampban született, Roméo Louis Dallaire kanadai származású főtörzsőrmester és Catherine Vermaessen holland származású nővér gyermekeként. Hat hónapos babaként Halifaxba, Kanadába utazott édesanyjával az SS Letitia fedélzetén 1946. december 13-án. Montréalban nőtt fel.
1963-ban jelentkezett a kanadai hadseregbe, 1970-ben diplomázott. 1971-ben kanadai útlevélért folyamodott, hogy külföldre mehessen a csapataival. Meglepetten tapasztalta, hogy bár kanadai állampolgár volt az apja, mivel Hollandiában született, nem kapta meg automatikusan a kanadai állampolgárságot, később azonban megkapta.

## Ruanda

### A küldetés eredetileg
Dallaire 1993 végén kapta a dandártábornoki megbízatását az UNAMIR-nál (United Nations Assistance Mission for Rwanda vagyis ENSZ Ruandai Segély Misszió). A küldetés célja az volt, hogy segítsen az arushai kiegyezés végrehajtásában. Az ENSZ megkísérelt tárgyalni a hutukkal a ruandai hadseregből, és Juvénal Habyarimanával, az akkori elnökkel valamint felkelő tuszikat képviselő Paul Kagaméval, aki jelenleg Ruanda elnöke. Amikor Dallaire megérkezett Ruandába, a feladata az volt, hogy felügyelje az arushai kiegyezés végrehajtását. Ebben az átmeneti időszakban még volt remény arra, hogy a tuszik a hutukkal megegyezésre jutnak, és mindkét fél küldhet képviselőket a megalakuló kormányba.
1994. január 22-én azonban már voltak jelei annak, hogy valami nincs rendjén. Egy francia DC–8-as repülőgép fegyverrel és lőszerrel megpakolva landolt a fővárosban, Kigaliban, amit a hutu irányítás alatt álló ruandai hadsereg számára szállítottak le. Egy informátoron keresztül Dallaire megtudta, hogy ezekkel a fegyverekkel az Interahamwe (hutu félkatonai szervezet) követett el támadásokat a tuszik ellen, miután a belgák visszavonták az erőiket. 
Az ENSZ-nek küldött távirata ellenére Dallaire nem kapott felhatalmazást, hogy fegyvert használjon, mert ez az ENSZ hatáskörén kívüli cselekedetnek minősült volna. Ráadásul a hutuk állítása szerint a fegyverszállítmányok rendelését már az arushai kiegyezés előtt intézték, így az ENSZ-nek nem volt joga visszatartani ezeket a szállítmányokat. A papírok szerint ezek Belgiumból, Izraelből, az Egyesült Királyságból, Hollandiából és Egyiptomból érkeztek. Továbbá a hutu fegyveres erők elkezdték ellenőrzés alá vetni az állampolgárok személyi igazolványait, vizsgálva, hogy ki hutu, és ki tuszi. Ezzel a későbbiekben könnyen meghatározhatták célpontjaikat.

### A népirtás
Miután tíz belga katonát megöltek és megcsonkítottak, Belgium visszarendelte erőit (Dallaire őket tartotta a legjobban képzettnek és felszereltnek). Dallaire ezek után megerősítette kontingensét pakisztáni, kanadai, ghánai, tunéziai és bangladesi katonákkal. Főként a főváros és a nagyobb városokra fókuszált, különösen azokra a területekre, ahol tudta, hogy tuszik bujkáltak. Dallaire személyzete nem egyszer a megbízólevelük segítségével mentettek tuszikat az Interahamwe katonáitól. Ezzel közel 32 ezer ember életét sikerült megmenteniük.
Könyvében a különböző nemzetiségű erőket nagyra értékelte, legnagyobbra a ghánaiakat és a tunéziaiakat tartotta. Ghána három békefenntartót vesztett.

## Kötete magyar közkönyvtárban
- Shake hands with the devil : the failure of humanity in Rwanda / Lieutenant-General Roméo Dallaire ; with Major Brent Beardsley ; [forew. by Samantha Power]. New York, N.Y.; Carroll and Graf, 2005. XXV, [3], 562 p. ill., térk. (Lelőhely: Országgyűlési Könyvtár)[8]

## Fordítás
- Ez a szócikk részben vagy egészben  a   Roméo Dallaire című angol Wikipédia-szócikk ezen változatának fordításán alapul.  Az eredeti cikk szerkesztőit annak laptörténete sorolja fel. Ez a jelzés csupán a megfogalmazás eredetét és a szerzői jogokat jelzi, nem szolgál a cikkben szereplő információk forrásmegjelöléseként.